# محمد النفس الزكية
أبو عبد الله مُحمَّد النَّفس الزَّكِيَّة بن عبد الله الكامل بن الحسن بن الحسن بن عليّ بن أبي طالب (100 - 14 رمضان 145هـ / 718 أو 719 - 5 ديسمبر 762م)، ثائرٌ علوي من وجهاء آل الحسن، خرج في المدينة المُنوَّرة مُطالبًا بالخلافة في عهد الخليفة العبَّاسي أبو جعفر المنصور. قُتل النَّفس الزكيَّة في أطراف المدينة على يد الجيش العبَّاسي بقيادة الأمير عيسى بن موسى العبَّاسي. اتَّفق مع أخيه إبراهيم بن عبد الله على الثَّورة في وقتٍ واحد، حيث كان يستعد في البصرة. قُتل إبراهيم في المعركة بعد انتهاء عيسى بن موسى من قضائه على ثورة النَّفس الزكيَّة.

## نسبه وسيرته
هو:  محمد بن عبد الله المحض بن الحسن المثنى بن الحسن السبط بن علي بن أبي طالب بن عبد المطلب بن هاشم بن عبد مناف بن قُصَي بن كلاب بن مرة بن كعب بن لؤي بن غالب بن فهر بن مالك بن النضر بن كنانة بن خزيمة بن مدركة بن إلياس بن مضر بن نزار بن معد بن عدنان.
أمه:  هند بنت أبو عبيدة بن عبد الله بن زمعة بن الأسود بن المطلب بن أسد بن عبدالعزى بن قصي بن كلاب بن مرة بن كعب بن لؤي بن غالب بن فهر بن مالك بن النضر بن كنانة بن خزيمة بن مدركة بن إلياس بن مضر بن نزار بن معد بن عدنان.
كان كثير الصوم والصلاة، شديد القوة. رجلاً شديد السمرة. ضخماً في لسانه تمتمة، بين كتفيه خال أسود كالبيضة، كان أفضل أهل بيته ويسمونه المهدي، وكان علماء آل أبي طالب يرون فيه أنه النفس الزكية، وكان يرى رأي الاعتزال، وكان هو وأخوه إبراهيم يلزمان البادية ويحبان الخلوة، ولا يأتيان الخلفاء ولا الولاة.
قال الشيخ الألباني في السلسلة الضعيفة:
و( النفس الزكية ) لقب محمد بن عبد الله بن حسن الهاشمي، وقد قيل : إن أهل بيته سموه بالمهدي، فلا يبعد أن يكون هذا الأثر من وضع بعض أتباعه وأنصاره في قيد حياته إنذارا لأعدائه، أو بعيد وفاته، وقد قتله أبو جعفر المنصور، لما خرج عليه بالمدينة، فبعث إليه عيسى بن موسى فقتله، وعامل الظالمين بما يستحقون.

## روايته للحديث
قال ابن حجر في التهذيب: روى عن أبيه، وأبي الزناد، ونافع مولى ابن عمر وزاد ابن كثير في البداية: عن الأعرج، عن أبي هريرة، في كيفية الهوي إلى السجود، وقال: وحدث عنه جماعة.

## خروجه على بني العباس
ولما بويع لبني العباس، اختفى محمد وأخوه إبراهيم مدة خلافة أبي العباس السفاح، فلما صارت الخلافة إلى أبي جعفر المنصور خاف محمد النفس الزكية وأخوه إبراهيم منه خوفا شديدا، وذلك لأنه توهم منهما أن يخرجا عليه، والذي خاف منه وقع فيه، ولما خافا منه هربا، فصارا إلى اليمن، ثم سارا إلى الهند، ثم تحولا إلى المدينة فاختفيا بها. ثم خرجا عليه من سويقة المدينة (سويقة الثائرة)، وجد المنصور في طلبهما، فخرج أخوه إبراهيم إلى البصرة وقتل، أما محمد النفس الزكية فخرج بالمدينة فكان من أبي جعفر المنصور أن كتب إليه وراسله وحاوره محمد النفس الزكية ولم يتوصلا إلى حل سلمي  فندب لحربه المنصور ابن عمه عيسى بن موسى بن محمد العباسي، فأقبل عيسى حتى أناخ على المدينة، وكتب إلى كبراء أهلها يستميلهم ويمنيهم، فتفرق عن النفس الزكية الكثير وبقى معه القليل، وكان الإمامان أبو حنيفة النعمان ومالك بن أنس من أنصاره.

## مقتله
خرج محمد النفس الزكية ومن معه فقاتلوا قتالاً شديداً، حتى قتل عند أحجار الزيت موضع قرب المدينة على يد جيش أبي جعفر المنصور، وكان مقتله يوم الإثنين بعد العصر، لأربع عشرة ليلة خلت من رمضان سنة 145 هـ، ودفن بالبقيع. واختلف في عمره عند مقتله فقال جماعة ثلاث وخمسين، وقال آخرون خمس وأربعين، والصحيح أنه قتل وعمره خمس وأربعين سنة.

## أعقابه
اختلف النسابون في عدد أعقابه:
- ذكر ابن الطقطقي، وابن عنبه، ومحمد العبيدلي، ومحمد بن الحسين السمرقندي وغيرهم، وهو قول الكثير من النسَّابين، أن ذرية محمد النفس الزكية من عبد الله الأشتر وحده.[4][5][6][7][8][9][10][11][12]
- ومنهم من عدهم ثلاثة كمحمد كاظم بن أبي الفتوح بن سليمان اليماني الموسوي في كتابه النفحة العنبرية في أنساب خير البرية، وهم (عبد الله الأشتر، محمد الثاني، الحسن).[13]
- فمنهم من عدهم أربعة كفخر الدين الرازي في كتابه الشجرة المباركة،[14] وكذلك أبو نصر البخاري في كتابه سر السلسلة العلوية في أنساب السادة العلوية، وهم (عبد الله الأشتر، علي، الطاهر، الحسن).[15]
- ومن عدهم أربعة النسابة محمد بن أحمد بن عميد الدين الحسيني النجفي وهو من أعلام القرن التاسع والعاشر الهجري في كتابه بحر الأنساب المسمى بالمشجر الكشاف لأصول السادة الأشراف وهم (عبد الله الأشتر، علي، الطاهر، إبراهيم).[16]
- ومنهم من عدهم خمسة كمصعب الزبيري في كتابه نسب قريش [17] وهم (عبد الله الأشتر، علي، الطاهر، الحسين وقال بعض النسابين الحسن، إبراهيم).
- وكذلك عدهم خمسة ابن سعد المتوفى عام 230 في كتابه الطبقات الكبرى الجزء السابع ص 535 وهم (عبد الله الأشتر، علي، الحسن، الطاهر، إبراهيم).[18]
- ومنهم من عدهم ستة كأبو الحسن علي بن محمد العمري في كتابه المجدي في أنساب الطالبيين، وهم (عبد الله الأشتر، علي، الطاهر، الحسن، إبراهيم، يحيى).[19]
- وكذلك عدهم ستة ابن حزم الأندلسي في كتابه جمهرة أنساب العرب وهم (عبد الله الأشتر، علي، الطاهر، الحسن، إبراهيم، أحمد).[20]
- ومنهم من عدهم سبعة كنسابوا ومؤرخوا المغرب، وكذلك النسابين المعاصرين مثل مهدي الرجائي الموسوي وأنس الكتبي، وهم (عبد الله الأشتر، علي، الطاهر، الحسن، أحمد، إبراهيم، القاسم).[21][22]

### أولاده
ومما ذُكر في عدد أبنائه أنهم عشرة رجال، وخمس بنات:
- أما الرجال فهم:

1. القاسم بن محمد النفس الزكية وهو الأكبر ومن عقبه زيدان جد ملوك المغرب السعديون والحسن الداخل جد ملوك المغرب العلويين[23]
2. عبد الله الأشتر وبه يكنى، أعقب ولدا يدعى محمد.
3. علي، أمه هو وعبد الله الأشتر (المذكور أعلاه)، هي أم سلمة بنت محمد بن الحسن المثنى بن الحسن بن علي بن أبي طالب
4. الحسن، وقال بعضهم الحسين.
5. الطاهر، أمه فاخته بنت فليح بن محمد بن المنذر بن الزبير بن العوام.
6. إبراهيم
7. أحمد
8. يحيى
9. موسى
10. محمد، ذكره اليماني الموسوي في النفحة، وكذلك الفتوني العاملي في التهذيب.

- أما البنات فهن:

1. فاطمة وزينب أمهما أم سلمة بنت محمد بن الحسن المثنى بن الحسن بن علي بن أبي طالب

- وزاد العمري:

1. أم كلثوم
2. أم سلمة
3. أم علي

## إخوته
1. إبراهيم المعروف ب(قتيل باخمرى).
2. إدريس. وأمه عاتكة بنت عبد الملك بن الحرث المخزومي القرشي.
3. موسى. (ويلقب بالجون).
4. سليمان (وأمه عاتكة بنت عبد الملك بن الحرث المخزومي) القرشي.
5. يحيى المعروف ب(صاحب الديلم).